# Этноязыковая общность
Этноязыкова́я о́бщность или этнолингвистическая о́бщность — научное понятие, иногда применяемое некоторыми авторами к разновидности метаэтнической общности. 
Эти авторы в составе метаэтнических общностей выделяют этносоциальные общности, которые выступают чаще всего как метаэтнополитические общности. К этноязыковым общностям относятся объединяемые по критерию родства языка арабы, германцы, тюрки, славяне и тому подобное (в отличие от метаэтнических общностей, объединяемых по критерию единства культуры, религии или региона).
В. Ф. Генинг в целях научного осмысления прошлого расширил классификацию этнических формирований и ввел в неё этноязыковую общность в качестве таксономического подразделения, которое, по его мнению, не представляет собой реально существующее, осознающееся их членами объединение, а является лишь категорией научной классификации. 

«Это этноязыковая общность, включающая этнические общности, близкие между собой по языку (языки одной ветви или группы лингвистической классификации) и в меньшей степени по хозяйственно-бытовому укладу и культуре. Это так называемые родственные народы».— Генинг В. Ф. Этнический процесс в первобытности. — Свердловск: Изд-во УГУ, 1970. — 126 с. — С. 41
Наряду с этническими общностями существуют образования, охватывающие по несколько этносов, но обладающие этническими свойствами меньшей интенсивности, чем каждый из таких этносов. Соответственно этноязыковые общности помимо основного выделяющего признака — языка, государственной принадлежности и т. п. — характеризуются элементами общего этнического самосознания.
С определённой этноязыковой общностью может отождествляться та или иная культурно-историческая общность (например, индоевропейская — с древнеямной, угорская — с саргатской).